# Esgrima em cadeira de rodas nos Jogos Paralímpicos de Verão de 2012 - Sabre B masculino
As competições de sabre B masculino foram disputadas no dia 6 de setembro no Complexo ExCel, em Londres. Essa classe é disputada por atletas cuja deficiência afeta o tronco ou o braço dominante.

## Medalhistas
| Ouro   | POL Grzegorz Pluta     |
| Prata  | FRA Marc-André Cratère |
| Bronze | ITA Alessio Sarri      |

## Calendário
Horário local (UTC+1).
| Data                  | Tempo | Fase             |
| --------------------- | ----- | ---------------- |
| 5 de setembro de 2012 | 11:00 | Qualificação     |
| 5 de setembro de 2012 | 14:00 | Oitavas de final |
| 5 de setembro de 2012 | 14:45 | Quartas de final |
| 5 de setembro de 2012 | 16:45 | Semifinais       |
| 5 de setembro de 2012 | 17:30 | Final            |

## Formato de competição
O torneio começou com uma fase de grupos seguida de uma fase eliminatória. Na primeira fase, os 15 esgrimistas são divididos em 3 grupos. Os combates duram no máximo 3 minutos ou até que um atleta atinja 5 pontos. Na fase eliminatória, os combates duram no máximo 9 minutos (divididos em 3 períodos de 3 cada), ou até que um atleta atinja 15 pontos.

## Resultados

### Fase de grupos

#### Grupo 1
| Atleta               | V | D | V/C  | PG | PS |
| -------------------- | - | - | ---- | -- | -- |
| UKR Anton Datsko     | 3 | 1 | 0.75 | 17 | 10 |
| RUS Marat Yusupov    | 3 | 1 | 0.75 | 17 | 12 |
| ITA Alessio Sarri    | 2 | 2 | 0.50 | 17 | 12 |
| GRE Emmanouil Bogdos | 2 | 2 | 0.50 | 13 | 15 |
| AUT Manfred Boehm    | 0 | 4 | 0.00 | 5  | 20 |

| Atleta               | AUT | GRE | ITA | RUS | UKR |
| -------------------- | --- | --- | --- | --- | --- |
| AUT Manfred Boehm    | —   | 2—5 | 0—5 | 1—5 | 2—5 |
| GRE Emmanouil Bogdos | 5—2 | —   | 5—3 | 2—5 | 1—5 |
| ITA Alessio Sarri    | 5—0 | 3—5 | —   | 4—5 | 5—2 |
| RUS Marat Yusupov    | 5—1 | 5—2 | 5—4 | —   | 2—5 |
| UKR Anton Datsko     | 5—2 | 5—1 | 2—5 | 5—2 | —   |

#### Grupo 2
| Atleta                   | V | D | V/C  | PG | PS |
| ------------------------ | - | - | ---- | -- | -- |
| POL Grzegorz Pluta       | 4 | 0 | 1.00 | 20 | 8  |
| CAN Pierre Mainville     | 3 | 1 | 0.75 | 16 | 11 |
| FRA Marc-André Cratère   | 2 | 2 | 0.50 | 14 | 13 |
| ESP Carlos Soler Márquez | 1 | 3 | 0.25 | 11 | 18 |
| HKG Tam Chik Sum         | 0 | 4 | 0.00 | 9  | 20 |

| Atleta                   | CAN | ESP | FRA | HKG | POL |
| ------------------------ | --- | --- | --- | --- | --- |
| CAN Pierre Mainville     | —   | 5—2 | 5—1 | 5—3 | 1—5 |
| ESP Carlos Soler Márquez | 2—5 | —   | 2—5 | 5—3 | 2—5 |
| FRA Marc-André Cratère   | 1—5 | 5—2 | —   | 5—1 | 3—5 |
| HKG Tam Chik Sum         | 3—5 | 3—5 | 1—5 | —   | 2—5 |
| POL Grzegorz Pluta       | 5—1 | 5—2 | 5—3 | 5—3 | —   |

#### Grupo 3
| Atleta                       | V | D | V/C  | PG | PS |
| ---------------------------- | - | - | ---- | -- | -- |
| FRA Laurent François         | 4 | 0 | 1.00 | 20 | 6  |
| GRE Panagiotis Triantafyllou | 2 | 2 | 0.50 | 16 | 13 |
| RUS Alexandr Kurzin          | 2 | 2 | 0.50 | 15 | 15 |
| POL Adrian Castro            | 2 | 2 | 0.50 | 13 | 17 |
| USA Joseph Brinson           | 0 | 4 | 0.00 | 7  | 20 |

| Atleta                       | GRE | FRA | POL | RUS | USA |
| ---------------------------- | --- | --- | --- | --- | --- |
| GRE Panagiotis Triantafyllou | —   | 2—5 | 4—5 | 5—3 | 5—0 |
| FRA Laurent François         | 5—2 | —   | 5—1 | 5—2 | 5—1 |
| POL Adrian Castro            | 5—4 | 1—5 | —   | 2—5 | 5—3 |
| RUS Alexandr Kurzin          | 3—5 | 2—5 | 5—2 | —   | 5—3 |
| USA Joseph Brinson           | 0—5 | 1—5 | 3—5 | 3—5 | —   |

## Fase eliminatória
|  | Oitavas de final             | Oitavas de final             | Oitavas de final |  |  | Quartas de final             | Quartas de final             | Quartas de final   |    |                        | Semifinais             | Semifinais             | Semifinais |                     |                     | Final               | Final | Final |
|  |                              |                              |                  |  |  |                              |                              |                    |    |                        |                        |                        |            |                     |                     |                     |       |       |
|  | RUS Alexandr Kurzin          | RUS Alexandr Kurzin          | 9                |  |  |                              |                              |                    |    |                        |                        |                        |            |                     |                     |                     |       |       |
|  | FRA Marc-André Cratère       | FRA Marc-André Cratère       | 15               |  |  | FRA Marc-André Cratère       | FRA Marc-André Cratère       | 15                 |    |                        |                        |                        |            |                     |                     |                     |       |       |
|  |                              |                              |                  |  |  | FRA Laurent François         | FRA Laurent François         | 9                  |    |                        |                        |                        |            |                     |                     |                     |       |       |
|  |                              |                              |                  |  |  |                              |                              |                    |    | FRA Marc-André Cratère | FRA Marc-André Cratère | 15                     |            |                     |                     |                     |       |       |
|  |                              |                              |                  |  |  |                              | RUS Marat Yusupov            | RUS Marat Yusupov  | 13 |                        |                        |                        |            |                     |                     |                     |       |       |
|  |                              |                              |                  |  |  | CAN Pierre Mainville         | CAN Pierre Mainville         | 9                  |    |                        |                        |                        |            |                     |                     |                     |       |       |
|  |                              |                              |                  |  |  | RUS Marat Yusupov            | RUS Marat Yusupov            | 15                 |    |                        |                        |                        |            |                     |                     |                     |       |       |
|  |                              |                              |                  |  |  |                              |                              |                    |    |                        | FRA Marc-André Cratère | FRA Marc-André Cratère | 8          |                     |                     |                     |       |       |
|  |                              |                              |                  |  |  |                              | POL Grzegorz Pluta           | POL Grzegorz Pluta | 15 |                        |                        |                        |            |                     |                     |                     |       |       |
|  |                              |                              |                  |  |  | UKR Anton Datsko             | UKR Anton Datsko             | 13                 |    |                        |                        |                        |            |                     |                     |                     |       |       |
|  |                              |                              |                  |  |  | ITA Alessio Sarri            | ITA Alessio Sarri            | 15                 |    |                        |                        |                        |            |                     |                     |                     |       |       |
|  |                              |                              |                  |  |  |                              |                              |                    |    | ITA Alessio Sarri      | ITA Alessio Sarri      | 10                     |            | Disputa pelo bronze | Disputa pelo bronze | Disputa pelo bronze |       |       |
|  |                              |                              |                  |  |  |                              | POL Grzegorz Pluta           | POL Grzegorz Pluta | 15 |                        |                        |                        |            |                     |                     |                     |       |       |
|  |                              |                              |                  |  |  | POL Grzegorz Pluta           | POL Grzegorz Pluta           | 15                 |    |                        |                        |                        |            |                     | RUS Marat Yusupov   | RUS Marat Yusupov   | 7     |       |
|  | GRE Panagiotis Triantafyllou | GRE Panagiotis Triantafyllou | 15               |  |  | GRE Panagiotis Triantafyllou | GRE Panagiotis Triantafyllou | 9                  |    | ITA Alessio Sarri      | ITA Alessio Sarri      | 15                     |            |                     |                     |                     |       |       |
|  | GRE Emmanouil Bogdos         | GRE Emmanouil Bogdos         | 11               |  |  |                              |                              |                    |    |                        |                        |                        |            |                     |                     |                     |       |       |

## Classificação final
| Pos.   | Atleta                       |
| ------ | ---------------------------- |
| Ouro   | POL Grzegorz Pluta           |
| Prata  | FRA Marc-André Cratère       |
| Bronze | ITA Alessio Sarri            |
| 4      | RUS Marat Yusupov            |
| 5      | FRA Laurent François         |
| 6      | UKR Anton Datsko             |
| 7      | CAN Pierre Mainville         |
| 8      | GRE Panagiotis Triantafyllou |
| 9      | RUS Alexandr Kurzin          |
| 10     | GRE Emmanouil Bogdos         |
| 11     | POL Adrian Castro            |
| 12     | ESP Carlos Soler Márquez     |
| 13     | HKG Tam Chik Sum             |
| 14     | USA Joseph Brinson           |
| 15     | AUT Manfred Boehm            |